# 塞西莉亚·海耶斯
塞西莉亚·海耶斯（英語：Cecilia Heyes，1960年3月6日—）是一位英国心理学家，现为牛津大学万灵学院心理学教授和英國國家學術院院士，主要研究人类心灵的进化，作品有《认知工具：文化进化心理学》（	Cognitive Gadgets: The Cultural Evolution of Thinking）等。